# Hermès Trismégiste
Pour les articles homonymes, voir Hermès (homonymie).
Hermès Trismégiste (en grec ancien Ἑρμῆς ὁ Τρισμέγιστος / Hermễs ho Trismégistos, littéralement « Hermès trois fois le plus grand » ; en latin classique Mercurius ter Maximus) est un personnage mythique de l'Antiquité gréco-égyptienne, auquel a été attribué un ensemble de textes appelés Hermetica, dont les plus connus sont le Corpus Hermeticum, recueil de traités mystico-philosophiques, et la Table d'émeraude. Les hermétistes, qui lui doivent leur nom, et les alchimistes se réclament de lui.

## Thot-Hermès
Les Grecs, selon le principe de l'interpretatio graeca, donnent le nom de leur dieu Hermès à la divinité égyptienne Thot, dont le culte se tient notamment en Moyenne-Égypte à Khemenou qui devient Hermopolis Magna. Cette assimilation se perçoit dans certains textes officiels sous les Ptolémées, comme en témoigne le décret de l'assemblée des prêtres égyptiens gravé sur la célèbre Pierre de Rosette (196 av. J.-C.), où le théonyme Hermès est utilisé pour le texte grec, et le théonyme Thot pour le texte égyptien.
Deux fonctions du dieu Thot se retrouveront dans la figure d'Hermès Trismégiste : celle de rassembleur (il aide Isis à rendre vie aux membres d'Osiris), et celle de mainteneur (c'est le secrétaire des dieux).
Depuis l'époque classique, des sages égyptiens furent déifiés et assimilés à Thot, puis à l'entité syncrétique Thot-Hermès : Imhotep fut assimilé à Thot après sa mort et plus tard à l'époque ptolémaïque on a pu trouver au côté de Thot-Hermès, dans des temples dédiés, des représentations des scribes déifiés Amenhotep fils de Hapou et Teôs,.
Par ailleurs, pour l'historien grec du IVe siècle avant notre ère Hécatée d'Abdère, Thot-Hermès est l'inventeur de l'écriture, de l'astronomie, de la lyre, de la culture de l'olivier.
Vers 200 av. J.-C., le juif Artapan assimile Thot-Hermès à Moïse, et s'inspirant d'Hécatée, en fait celui qui « enseigna aux Égyptiens la navigation, les grues pour élever des pierres, les armes, les pompes à eau, les machines de guerre, la philosophie ».

## Généalogies d'Hermès à Hermès Trismégiste

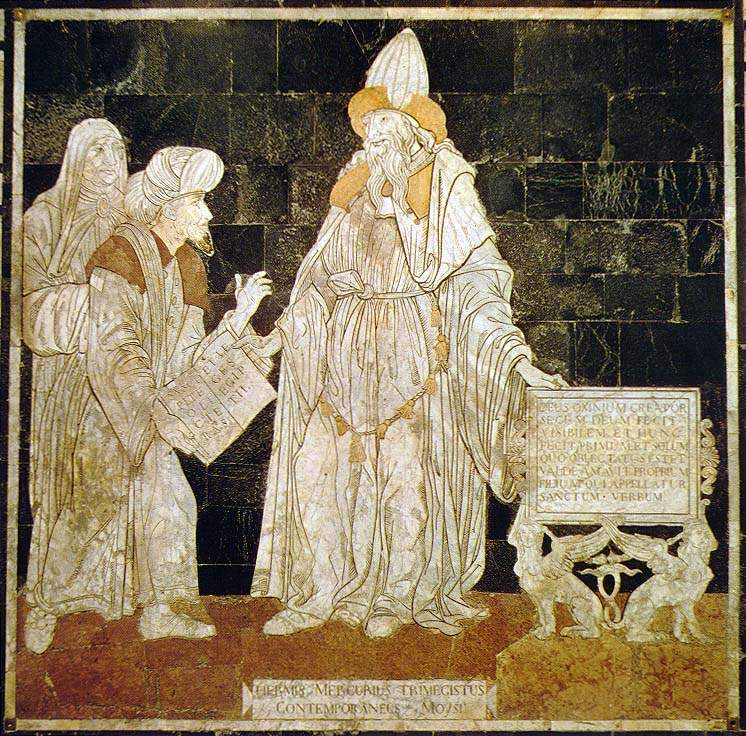
Hermès Trismégiste, pierre gravée ;sol de la cathédrale de Sienne.

Le glissement d'une figure divine à un personnage mythique va s'accompagner d'une multiplication : il y aura eu plusieurs Hermès.
La généalogie hellénistique la plus courante date du IIIe siècle ou IIe siècle avant notre ère : le premier Hermès est Thot, et son fils est Agathodé, dont le fils est le deuxième Hermès, et dont le fils est Tat[pas clair]. C'est ce deuxième Hermès qui sera appelé Trismégiste à partir du IIe siècle de notre ère.
L'origine du surnom Trismégiste (trois fois grand) est incertaine. Il semble qu'il dérive de la répétition deux ou trois fois du superlatif « très grand » accolé en égyptien au nom du dieu Thot,. On le trouve par exemple sur des hiéroglyphes du temple d'Esna ou dans une inscription en démotique, compte rendu d'un conseil du culte de Thot (Ibis) tenu près de Memphis en 172 av. J.-C.. Les premières occurrences en grec se trouvent chez Athénagoras d'Athènes et Philon de Byblos,.
Dans son De Natura Deorum (-45), Cicéron rapporte qu'il y eut cinq Mercure et que c'est le cinquième, réfugié en  Égypte pour avoir tué Argus (appellation d'Argos en latin), qui est appelé Thôt.
Selon une légende accréditée par l'astrologue persan Albumasar vers 850 dans son Introductorium majus, suivie par Robert de Chester ou Pietro d'Abano, il existe trois Hermès. Le premier Hermès est petit-fils d'Adam, il a vécu en Égypte avant le déluge. Le deuxième Hermès a vécu après le déluge de Babylone, il connaissait la philosophie, la médecine et l'arithmétique, il fut le maître de Pythagore. Le troisième Hermès a vécu en Égypte, il pratiquait la philosophie naturelle et la médecine et il a inventé l'alchimie.

## Livres attribués à Hermès Trismégiste
Clément d'Alexandrie (vers 150/215) indique qu'il existe quarante-deux livres d'Hermès Trismégiste, dont trente-six contiennent l'ensemble de la philosophie égyptienne et six autres la médecine. Les livres d'Hermès, d'une absolue nécessité, s'élèvent donc à quarante-deux. Sur ce nombre, trente-six renferment la philosophie des égyptiens que doivent connaître dans toutes ses parties les prêtres.
Au début  des Mystères de l'Égypte (vers 320), Jamblique écrit :

« Hermès, qui préside à la parole est, selon l'ancienne tradition, commun à tous les prêtres ; c'est lui qui conduit à la science vraie ; il est un dans tous. C'est pourquoi nos ancêtres lui attribuaient toutes les découvertes et mettaient leurs œuvres sous le nom d'Hermès. »

 Il indique aussi que Séleucos d'Alexandrie aurait copié 20 000 de ces livres, et Manéthon en dénombrerait 36 525 (ce nombre étant peut-être relié au lever héliaque de Sirius appelé Sothis par les Égyptiens).
Pour Lactance (environ 250/325), l'Hermès égyptien « quoique homme, fut d'une si haute antiquité, et (fut) si imprégné de toutes sortes de sagesse, que sa connaissance de nombreux sujets et arts lui valut le nom de Trismégiste. Il écrivit des livres, et ce en grand nombre, sur la connaissance des choses divines, dans lesquels il affirme la majesté du dieu unique et suprême, et le désigne par les mêmes noms que nous, Dieu et Père ». Lactance cite un passage de l'Asclépius : « Hermès, dans le livre intitulé la Parole parfaite, a fait usage de ces mots : « Le Seigneur et Créateur de toute chose, qu'à bon droit nous appelons Dieu puisqu'il a créé le deuxième Dieu visible et sensible... Puisqu'il L'a créé en premier, seul et unique. Il Lui parut beau, et tout empli de bonnes choses ; et Il Le sanctifia et L'aima tout entier comme s'il était Son propre Fils » (Le Discours Parfait  (Sermo Perfectus en latin) est le titre original de l'Asclépius). Se référant à Cicéron, il dit qu'Hermès fut appelé Trismégiste à cause de son excellence et de sa connaissance de tous les arts, et est plus ancien non seulement que Platon, mais que Pythagore et les sept sages. Et il le place avec les Sibylles, parmi les prophètes qui ont annoncé le christianisme aux Païens, comme les prophètes de l'ancien Testament l'auraient fait aux Hébreux.

## Moyen Âge
Hermès Trismégiste et l'Asclepius sont cités par Thierry de Chartres dans le Traité des six jours et par Nicolas de Cues dans la Docte Ignorance.
Pour Roger Bacon qui traduit de l'arabe et commente le Secretum secretorum, qui comprend la Table d'émeraude, Hermès est dit Triple « parce qu'il a fait [la philosophie triple], à savoir naturelle, morale et métaphysique ; et l'alchimie rentre sous la philosophie naturelle ».

## Construction des pyramides d'Égypte
Une légende arabe, similaire à celle de Surid Ibn Salhouk, attribue la construction des pyramides à Hermès Trismégiste. Il lit dans les étoiles l'annonce imminente du Déluge. Père de toutes les sciences, il fait alors bâtir les pyramides et les temples (birbas), afin d'y cacher ses trésors et livres. Il y fait également graver sur les murs les connaissances égyptiennes. Ignorant si le déluge sera de feu ou d'eau, il édifie des temples en terre à l'épreuve du feu et en pierre résistant à l'eau. Une des pyramides de Gizeh sert pour son maître Agathodaemôn (« le bon démon »), il se fait ensevelir dans la seconde, tandis qu'il réserve la troisième (celle de Mykérinos) à son propre fils Sâb. Toujours selon cette légende, Agathodaemôn n'est autre que Seth, le fils d'Adam, tandis qu'Hermès est nommé Hénoch par les Hébreux et Idris par les Arabes. Cette identification à Hénoch confirme l'origine hermétique et juive de ces récits sur les pyramides. Toutefois, Idris est un des prophètes mentionnés dans le Coran, envoyés par Dieu avec un message révélé. Dans le cas où il serait Hermès, la sagesse qu'il enfouit dans les pyramides et temples ne serait pas issue d'une religion païenne idolâtre, mais s'inscrivant dans la tradition prophétique, dont l'islam est l'aboutissement final. Ainsi, les monuments pharaoniques sont les témoins d'une religion prophétique antédiluvienne. Déchiffrer les hiéroglyphes et les scènes gravées sur les parois de ces monuments peut donc être considéré comme une démarche tout aussi légitime que lire la Torah ou l'Évangile. L'égyptomanie dont fait preuve la littérature musulmane médiévale s'explique partiellement par cette récupération islamique de l'héritage pharaonique. Cette récupération se retrouve aussi dans la tradition musulmane égyptienne voulant que les compagnons de Muhammad, établis sur les bords du Nil après la conquête arabe, aimaient faire leurs prières à l'ombre des pyramides, ces vestiges des premiers envoyés de Dieu.
Cette légende est notamment racontée par Ibn Battûta, explorateur marocain, qui voyage en Égypte en 1326. Dans ses mémoires compilés par le lettré Ibn Juzayy al-Kalbi, il attribue la paternité des pyramides à Hermès l’Ancien, qui vivait dans le Saïd supérieur et était appelé « Khonoûkh » (ou « Khonoâkh »). Celui-ci fut le premier à parler des mouvements célestes et des substances supérieures, ainsi que le premier à édifier des temples et y glorifia la divinité. Selon le voyageur, le siège des connaissances et de l’autorité royale en Égypte aurait été la ville de Ménoûf, située à un bérid (espace de quatre parasanges ou douze milles) de Fosthâth. Après la construction d'Alexandrie, elle devint le siège de l’autorité et des connaissances jusqu’à l’avènement de l’islam. Alors Amr ibn al-As, jeta les fondements de la ville de Fosthâth, qui est encore la capitale de l’Égypte.

## Hermétisme de la Renaissance

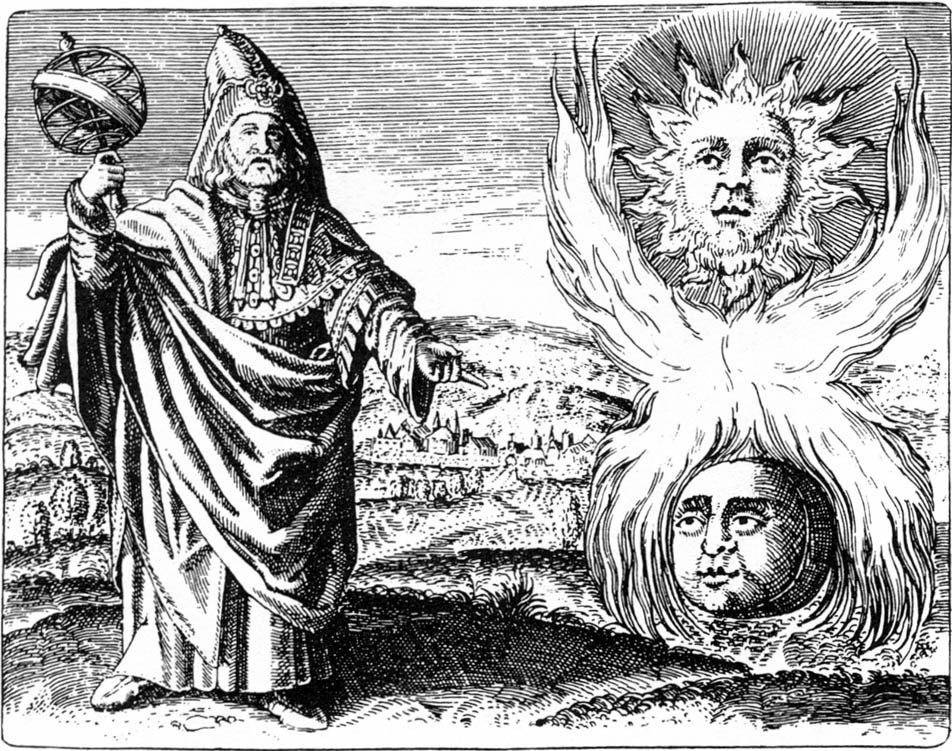
Représentation d'Hermès Trismégiste tiré de Viridarium chymicum, D. Stolcius von Stolcenbeerg, 1624

Pour Marsile Ficin, qui traduit en latin le Corpus Hermeticum en 1461 : « Ils appelèrent Trismégiste trois fois grand parce qu'il était excellent comme le plus grand philosophe, le plus grand prêtre, et le plus grand roi ». Il relie Hermès Trismégiste et Platon dans une prisca theologia (théologie antique) : « [Hermès Trismégiste], on l'appelle le premier auteur d'une théologie. Orphée lui succéda, en deuxième place parmi les théologiens antiques. Aglaophème, qui fut initié à l'enseignement sacré d'Orphée, eut comme successeur en théologie Pythagore, qui eut comme disciple Philolaos, le maître de notre divin Platon »
Plus tard la série sera : Zoroastre, Hermès Trismégiste, Orphée, Aglaophème, Pythagore, Platon.
L'idée qu'Hermès Trismégiste est le fondateur de l'alchimie s'impose à la Renaissance, avec la découverte à l'époque de Cosme de Médicis d'écrits lui étant attribués. À la fin du XVe siècle, le Livre de la philosophie naturelle des métaux du pseudo-Bernard le Trévisan affirme « Le premier inventeur de cet Art ce fut Hermès le Triple : car il sut toute triple philosophie naturelle, savoir Minérale, Végétale et Animale ».

## Littérature
Ce personnage mythique a donné lieu à quelques variations littéraires.
Charles Baudelaire, dans son poème « Alchimie de la douleur », évoque Hermès et Midas, qui reçut autrefois de Dionysos le don de transformer en or tout ce qu'il touchait :
« Hermès inconnu qui m'assistes
Et qui toujours m'intimidas,
Tu me rends l'égal de Midas,
Le plus triste des alchimistes. »
Baudelaire applique également à Satan, l'épithète « trismégiste » (« trois fois très grand », en grec) dans « Au lecteur », le poème prologue des Fleurs du Mal :
« Sur l'oreiller du mal c'est Satan Trismégiste
Qui berce longuement notre esprit enchanté,
Et le riche métal de notre volonté
Est tout vaporisé par ce savant chimiste. »
Guillaume Apollinaire évoque un « arlequin trismégiste » dans le poème « Crépuscule » (dans Alcools) :
« L'aveugle berce un bel enfant
La biche passe avec ses faons
Le nain regarde d'un air triste
Grandir l'arlequin trismégiste. »
Le même Apollinaire ouvre son recueil Le Bestiaire par un poème intitulé « Orphée » qui se réfère à Hermès Trismégiste :
« Admirez le pouvoir insigne
Et la noblesse de la ligne :
Elle est la voix que la lumière fit entendre
Et dont parle Hermès Trismégiste en son Pimandre. »
Le rappeur Scylla cite Hermès Trismégiste dans son morceau Qui suis-je? :
« Et j'aime ce qui est caché
Parce que je sais qu'souvent le verbe de l'esprit s'déguise
Et si j'cherche à le démasquer
C'est p't'être qu'il y a des siècles j'étais parmi les disciples d'Hermès Trismégiste »

### Textes gréco-égyptiens
- Corpus Hermeticum (100-300), trad. A.-J. Festugière, Les Belles Lettres, 4 t, 1946-1954 (l' Asclépius figure dans le tome II). Texte en ligne dans la traduction de Louis Ménard (1867) sur Remacle.org avec introduction
- Les Cyranides (Kyranides), ensemble de traités attribués à Hermès Trismégiste, écrits au moins en partie par Harpocration d'Alexandrie (vers 150 ou 350), portant sur les propriétés occultes des poissons, animaux terrestres, oiseaux. Traduction par Fernand de Mély en 1902, dans Les Lapidaires de l'Antiquité et du Moyen Âge, Paris, E. Leroux, t. III (1902).

### Textes médiévaux
- Hermetis Trismegisti de triginta sex decanis (Livre des trente-six décans), éd. S. Feraboli, S. Matton, Turnhout, 1994, XLIV-385 p. (Corpus Christianorum. Continuatio Medievalis, 144). Ancienne éd. : Liber Hermetis, éd. W. Gundel, Neue astrologische Texte des Hermes Trismegistos. Funde und Forschungen auf dem Gebiet der antiken Astronomie und Astrologie, München, 1936. Original grec du IIIe siècle avant notre ère, version latine du Ve siècle.
- Liber Antimaquis, éd. Ch. Burnett, in Hermetis Trimegisti Astrologia et Divinatoria, Turnhout, 2001 (Corpus Christianorum. Continuatio Medievalis, 144C), p. 177–221. "Le texte le plus ancien de l'astrologie hellénistique hermétique" (G. Federici Vescovini).
- Liber de accidentibus, éd. P. Lucentini, in Hermetis Trimegisti Astrologia et Divinatoria, Turnhout, 2001 (Corpus Christianorum. Continuatio Medievalis, 144C), p. 159–173. 35 aphorismes astrologiques
- Liber de stellis beibeniis (Livre sur les étoiles fixes), éd. P. Kunitzsch, in Hermetis Trimegisti Astrologia et Divinatoria, Turnhout, 2001 (Corpus Christianorum. Continuatio Medievalis, 144C), p. 6–81 (textes arabe et latin). Original grec perdu, version latine datant de 379.
- Liber Hermetis Mercurii Triplicis de VI rerum principiis (XIIe siècle), éd. Th. Silverstein, in Archives d’Histoire Doctrinale et Littéraire du Moyen Âge, 22, 1955, p. 217–310.
- Sefer Hermes, éd. F. Lelli, in Hermetis Trimegisti Astrologia et Divinatoria, Turnhout, 2001 (Corpus Christianorum. Continuatio Medievalis, 144C), p. 109–137 (texte hébreu et traduction anglaise). Version en hébreu d'un traité arabo-latin, attribué à Enoch, identifié à Hermès. Date inconnue.
- Hermès Trismégiste (trad. François de Foix), Le Pimandre de Mercure Trismégite nouvellement traduict de l'exemplaire grec restitué en langue françoyse par Françoys, Monsieur de Foy de la famille de Candalle, Bordeaux, Simon Millanges, 1574, 144 p. (lire en ligne).

### Études
- André-Jean Festugière, La Révélation d'Hermès Trismégiste, t. I : L'astrologie et les sciences occultes (1944), Les Belles Lettres.
- Garth Fowden, Hermès l'Égyptien (1986), trad., Les Belles Lettres, coll. « L'âne d'or », 2000.
- Présence d'Hermès Trismégiste, Albin Michel, coll. "Cahiers de l'hermétisme", 1988.